# Iassus nacia
Iassus nacia är en insektsart som beskrevs av Walker 1851. Iassus nacia ingår i släktet Iassus och familjen dvärgstritar. Inga underarter finns listade i Catalogue of Life.